# Манерб
Мане́рб (фр. Manerbe) — коммуна во Франции, находится в регионе Нижняя Нормандия. Департамент коммуны — Кальвадос. Входит в состав кантона Бланжи-ле-Шато. Округ коммуны — Лизьё.
Код INSEE коммуны — 14398.

## Население
Население коммуны на 2010 год составляло 505 человек.
| 1962 | 1968 | 1975 | 1982 | 1990 | 1999 | 2010 |
| ---- | ---- | ---- | ---- | ---- | ---- | ---- |
| 379  | 301  | 271  | 332  | 498  | 500  | 505  |

## Экономика
В 2010 году среди 335 человек трудоспособного возраста (15—64 лет) 248 были экономически активными, 87 — неактивными (показатель активности — 74,0 %, в 1999 году было 69,7 %). Из 248 активных жителей работали 231 человек (125 мужчин и 106 женщин), безработных было 17 (5 мужчин и 12 женщин). Среди 87 неактивных 29 человек были учениками или студентами, 45 — пенсионерами, 13 были неактивными по другим причинам.